# Готт, Карел
Ка́рел Готт (чеш. Karel Gott; 14 июля 1939, Пльзень — 1 октября 2019, Прага) — чехословацкий певец, иногда называемый «королём чешской поп-музыки» или «чешским соловьём». Готт был одним из немногих чехословацких исполнителей, получивших широкую известность за пределами Чехословакии. Он пел на многих языках, в том числе на чешском, немецком, русском, словацком и других. Народный артист Чехословакии (1985).

## Биография

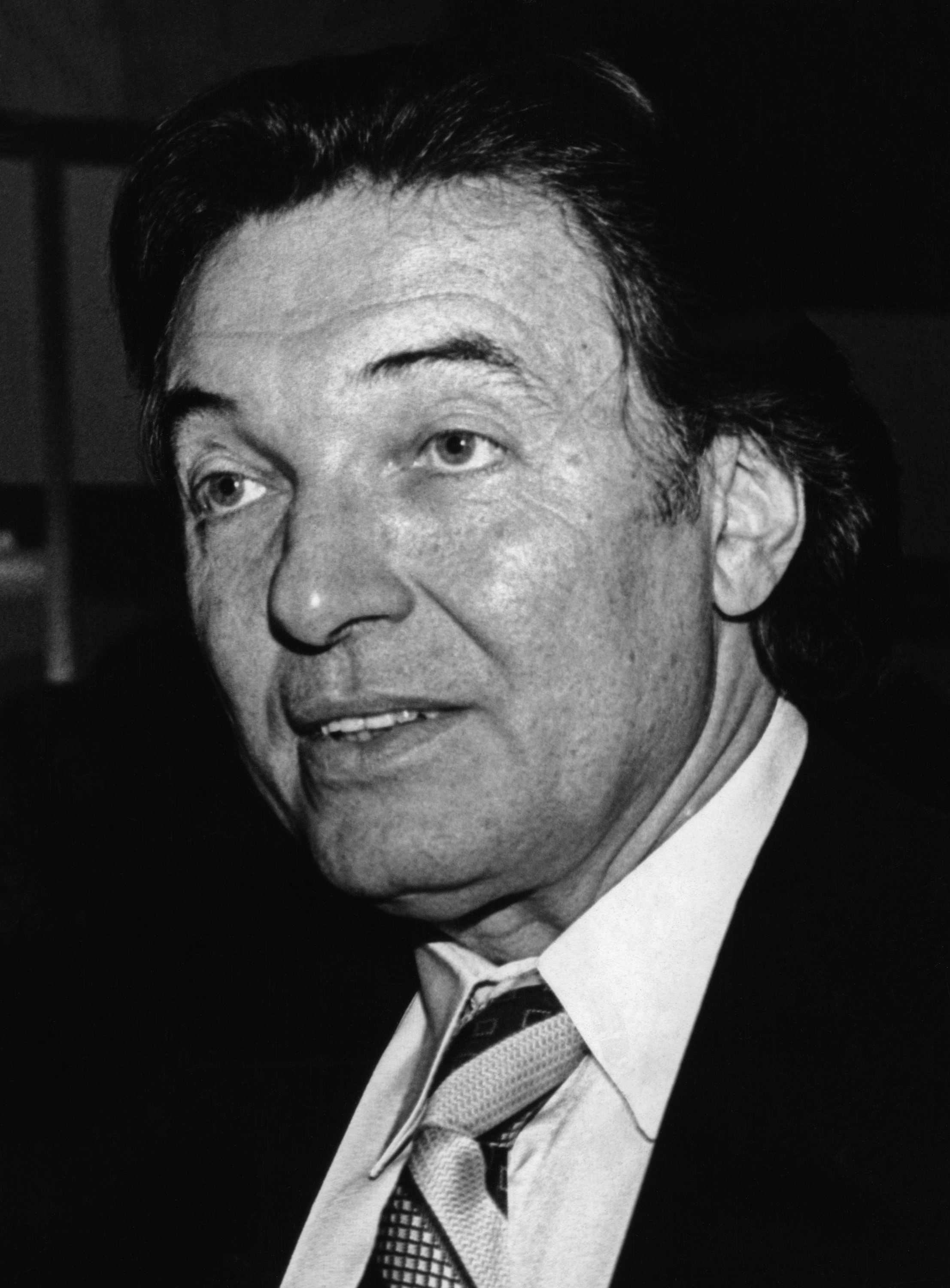
Карел Готт, 1989 год

Карел Готт родился 14 июля 1939 года в Пльзени в роддоме на Вензиговой улице. Он стал единственным долгожданным сыном Марии и Карла Готта. Размеренную жизнь семьи нарушила война, дом рухнул после попадания бомбы, и Готты вынуждены были переехать в деревню к бабушке. Деревенская идиллия длилась вплоть до 1946 года, потом родителям удалось найти в Праге подходящее жильё.
С детства мечтал стать художником; родители поощряли увлечение Карела. «Они подарили мне мольберт, — вспоминает он, — и я с радостью начал рисовать». Когда ему было всего десять лет, он нарисовал приличную копию с картины Боттичелли. Карел готовился поступить в Академию изобразительного искусства, но провалился на экзаменах. «Судьба хотела, чтобы я был певцом», — вспоминал он. Родители твердили: профессия художника не прокормит. Сейчас его картины оцениваются в десятки тысяч долларов потому, что их рисовал известный певец. Кумирами Карела были Поль Гоген, Пабло Пикассо и Сальвадор Дали.
Учился в ПТУ компании «ЧКД» и получил образование электромонтёра трамвайных систем, начал участвовать в любительских выступлениях певцов уже во время обучения, затем окончил музыкальное училище в Праге.
В конце 1950-х годов Готт выступал в пражских кафе и танцевальных клубах, совмещая концертную деятельность с работой на заводе, а в 1958 году получил свою первую премию на конкурсе певцов-любителей. Дебютировал в 1959 году на конкурсе «Ищем таланты» в Праге; публике понравился, но не снискал признания жюри.
Параллельно Карел брал уроки вокала, учился держаться на сцене. В 1959 ушёл с завода и поступил в 1960 году в Государственную консерваторию Праги по специальности «оперное пение». Одним из преподавателей, поставивших голос певца, был ученик Фёдора Шаляпина Константин Каренин. Однако лишь с приходом в начале 1960-х годов Чехословакию моды на твист началось восхождение Карела Готта к музыкальной славе.
В 1961 году Готт записал для радио Праги свою первую песню — «Она сама сказала, что не любит меня».
Первую пластинку Карел Готт выпустил в 1962 году совместно с Властой Пруховой, популярной певицей тех лет. Она называлась «Когда мы будем в два раза старше».
В 1962 году он получил ангажемент в известный пражский театр «Семафор», и в том же году дуэт Карела Готта и Власты Пруховой победил в хит-параде Чешского радио. Уже в 1963 году песня «Oči sněhem zaváté» из спектакля театра «Семафор», которую исполнял Готт, стала самой популярной композицией в Чехословакии, с этой песней он впервые победил в общенациональном конкурсе певцов «Золотой соловей».
В 1964 году — первое сольное выступление на эстраде и съёмки в знаменитом мюзикле «Если бы тысяча кларнетов», заграничный гастрольный дебют в СССР, где он сразу обрёл ошеломительный успех и признание зрителей на долгие годы, а также выступление на фестивале в Сопоте, на котором Карел Готт удостоился третьего приза. В 1965 году — создание вместе с братьями Штайдл музыкального театра «Аполло» в Праге, победа на международном конкурсе «Интервидение», где он спел песню «Там, куда ходит ветер спать». В 1966 году — второй приз на этом же конкурсе, серия поездок по Западной Европе, 1-й приз на фестивале «Братиславская лира». Водевиль, который он поставил в театре «Аполло», стал артистической сенсацией столицы. В тот счастливый 1966 год он получил первую золотую пластинку крупнейшей в Чехословакии фирмы грамзаписи — «Супрафон». С той поры Карел Готт стал неизменным ежегодным её обладателем.
В 1966 году Карел Готт стал победителем словацкого песенного конкурса «Братиславская лира», исполнив три песни: «V máji» — очень красивая песня, которую в оригинале пел Джимми Фонтана, «Pošli to dál» — хитовая песня Карела 60-х годов, «Mám rozprávkový dom» — хорошая песня, одна из немногих, которую Карел исполнил на словацком.
В 1967 году на музыкальной ярмарке «Мидем» в Каннах он представлял западногерманскую фирму «Полидор», с которой заключил контракт, записав в её студии маленькую пластинку «Знаешь ли ты, куда…».
После роспуска «Аполлона» в 1967 году Готт отправился на гастроли в Лас-Вегас (США). Из Америки он вернулся профессионалом, сделавшим ставку на мейнстримовое направление поп-музыки. Благодаря своим вокальным талантам он смог завоевать успех на поп-сцене Западной и Восточной Европы и выпустить первый альбом, тут же ставший «золотым». На европейской сцене Готт стал известен как «золотой голос из Праги». На конкурсе «Евровидение-1968» он представлял Австрию и занял тринадцатое место с песней «Tausend Fenster». Резко выросла его популярность и на родине. Серия таких хитов как «Lady Carneval», «Když jsem já byl tenkrát kluk», «Stokrát chválím čas», «Jdi za štěstím» и др. обеспечила ему всенародную славу.
С 1970 по 1990 год выступал с оркестром Ладислава Штайдла, имел собственную музыкальную группу «Карел Готт Банд» (КГБ). «Золотая эра» Карела Готта пришлась на 1970—1980-е годы, когда он по праву занимал первое место в поп-музыке Чехословакии, регулярно занимал первые места на национальных музыкальных конкурсах и выпускал один за другим «золотые» и «платиновые» диски. Он часто гастролировал по Европе, Азии и Америке, а его репертуар включал в себя композиции уже целого спектра жанров — от поп-музыки до народной и классической.
В СССР, где певец также был частый гость (что дало повод Владимиру Винокуру пошутить: «К нам приезжает каждый год певец из Праги Карел Готт»), были выпущены пластинки «Я открываю двери» и «Встречай весну» (на русском языке) с пятимиллионными тиражами. Артист с успехом исполнял песни советских композиторов, в 1978 году принял участие в популярном фестивале «Песня-1978», спев дуэтом с Софией Ротару, одной из ведущих советских певиц.
Готт вёл собственную музыкальную программу на телевидении, снялся в нескольких художественных и документальных фильмах. В конце 1980-х годов конкуренция на чехословацкой музыкальной сцене резко усилилась, появилось много молодых исполнителей, однако празднование пятидесятилетия Карела Готта в 1989 году подтвердило его роль певца номер один в стране. Большой резонанс имело и выступление на Вацлавской площади во время бархатной революции 1989 года в поддержку свержения коммунистического режима. При этом, по словам самого певца, Карел Готт всегда был далёк от политики. Певец отказался в своё время даже от президентства, обратив предложение в шутку, считая, что каждый должен заниматься своим делом (документальный фильм «Секрет его молодости», 2008 год).
В 1990 году Готт объявил об окончании карьеры, однако шумный успех его заключительных выступлений в спортивно-концертных залах в Чехословакии и Германии заставили певца изменить своё решение. Уже в 1992 году его альбом «Když muž se ženou snídá» стал самым продаваемым диском года, причём это достижение было повторено Готтом в 1995 и 1997 годах. До последнего времени Карел Готт оставался главной звездой чешской поп-музыки, регулярно выпускал новые песни и альбомы, а в 2015 году в сороковой раз выиграл ежегодный национальный музыкальный конкурс «Золотой соловей». Одновременно с этой наградой Карелу Готту были присуждёны призы «Абсолютный соловей» и «Платиновый соловей». Также премия "Золотой соловей "присуждалась Карелу Готту и в последующие годы. Всего 42 «Золотых соловья» . В 2017 году за вклад в чешско-русское творческое сотрудничество Карел Готт получил приз «Серебряный лучник».
В 2001 году в Праге состоялся юбилейный концерт Карела Готта.
В 2010-х он — один из самых популярных людей в Чехии. Он жил в шикарной вилле на холме, откуда открывается вид на всю Прагу. Дни Карела Готта были расписаны буквально по минутам: интервью, концерты, записи в студии, работа над картинами в мастерской. Артист занимался спортом, был ярым противником курения и пропагандировал здоровый образ жизни.
В 2011 году Карел Готт стал ведущим передачи на радио «Прага», где представлял свои любимые песни и рассказывал об их авторах и исполнителях.
За свою творческую жизнь записал 150 альбомов, 2500 песен, снялся в тринадцати фильмах. Было продано тридцать миллионов пластинок певца. Карел Готт — народный артист Чехословакии.
С 2015 года у артиста возникли серьёзные проблемы со здоровьем, связанные с онкологическим заболеванием. В сентябре 2019 года артист сообщил, что медики обнаружили у него острую фазу лейкемии.
Карел Готт скончался у себя дома в Праге, в окружении членов своей семьи 1 октября 2019 года на 81-м году жизни. Правительство Чехии объявило в день его похорон государственный траур. Похоронен на кладбище Малвазинки в Праге со всеми государственными почестями, в том числе с церемонией прощания в пражском соборе Святого Вита. Президент Чехии Милош Земан принял решение посмертно наградить Готта орденом Белого Льва первой степени — высшей чешской государственной наградой.

## Личная жизнь
- У Карела Готта четыре дочери. Старшая дочь — Доминика, самые младшие — Шарлотта Элла и Нелли София — родились в 2006 и в 2008 году. На их матери, Иване Махачковой, которая моложе певца на 36 лет, Карел Готт женился в Лас-Вегасе. Молодая семья проживала в Праге.
- На вилле в Jevany, на востоке Праги, где Готт жил с 1969 по 2005 годы, теперь действует музей «Gottland», открытый для публики. Здесь можно посмотреть детали быта и личной жизни певца.

Карел Готт очень любил и почитал Страговский монастырь в Праге, где у его поклонников была возможность его случайно встретить. Являлся католиком.

## Награды
- Заслуженный артист Чехословакии (3 мая 1977 года).
- Народный артист Чехословакии (30 апреля 1985 года).
- Орден Дружбы народов (19 сентября 1989 года, СССР) — за активную деятельность по развитию и укреплению дружбы и сотрудничества между народами Советского Союза и Чехословацкой Социалистической Республики[13].
- Золотая Медаль «За заслуги» (2009).
- «Золотой соловей»(42 награды), «Абсолютный соловей» «Платиновый соловей» (2014 год).
- Почётный гражданин Пльзеня.
- Почётный гражданин Братиславы (28 октября 2014 года, Словакия)[14].
- Награда «Певец века» Чешского радио (ноябрь 2018 года)[9]«Серебряный лучник» 2017 год
- 28 октября 2020 года Карел Готт был удостоен высшей государственной награды Чешской Республики — ордена Белого льва I степени (посмертно).

## Фильмография
- 1964 — «Лимонадный Джо» — закадровые песни.
- 1964 — «Старики на уборке хмеля» — закадровые песни.
- 1965 — «Если бы тысяча кларнетов» / Kdyby tisíc klarinetů (реж. Ян Рохач, Владимир Свитачек / Vladimír Svitáček) — антивоенная музыкальная комедия, песни исполняют: Карел Готт, Вальдемар Матушка, Эва Пиларова.
- 1966 — «Мученики любви» / Mučedníci lásky (реж. Ян Немец) — певец в ночном клубе.
- 1972 — мультфильм «Доротка и певец» / Dorotka a zpěvák, в котором звучит песня в исполнении Готта.
- 1973 — закадровая песня к фильму «Три орешка для Золушки» / Tři oříšky pro Popelku (песня «Kdepak, ty ptáčku, hnízdo máš?»).
- 1974 — «Звезда падает вверх» / Hvězda padá vzhůru (реж. Ладислав Рихман[чеш.]) — Шванда, главный герой осовремененной киноверсии пьесы-сказки Й. К. Тыла «Волынщик из Стракониц» (Strakonický dudák aneb Hody divých žen) о судьбе провинциального эстрадного певца (в оригинале — музыканта), сделавшего головокружительную карьеру в высшем свете и едва не позабывшего первую любовь.
- 1975 — «Романс за крону» (cs:Romance za korunu) — музыкальный фильм с участием звёзд чехословацкой эстрады Карела Готта и Гелены Вондрачковой.
- 1975 — мультсериал «Приключения пчёлки Майи» — исполняет заглавную песню в чешской, словацкой и немецкой версиях.
- 1982 — мультфильм «Приключения Робинзона Крузо, моряка из Йорка» / Dobrodružství Robinsona Crusoe, námořníka z Yorku (песня «Zdrav bud, Robinsone»).
- 1993 — «Наследство, или Блин, ребята, гутентаг» / Dědictví aneb Kurvahošigutntag — камео.
- 2010 — «Жизнь меняет тебя» / Zeiten ändern dich — камео.
- 2018 — «Когда у дракона болит голова» /Když draka bolí hlava (реж. Душан Рапош) — роль дедушки в детском музыкальном художественном фильме, закадровые песни

## Фильмы о Кареле Готте
- 2008 — «Карел Готт. Секрет его молодости» (документальный фильм с песнями и интервью дома и на вилле-музее «Gottland», сценарий Людмилы Романенко, режиссёр Андрей Гречиха, 44 мин.)
- 2014 — «Карел Готт и все-все-все»
- Приз «Серебряный лучник. Карел Готт» (YouTube)
- «До свидания, Соловей! Последнее интервью мировой суперзвезды». Пусть говорят, эфир от 3 октября 2019